# Cyclanthera pedata

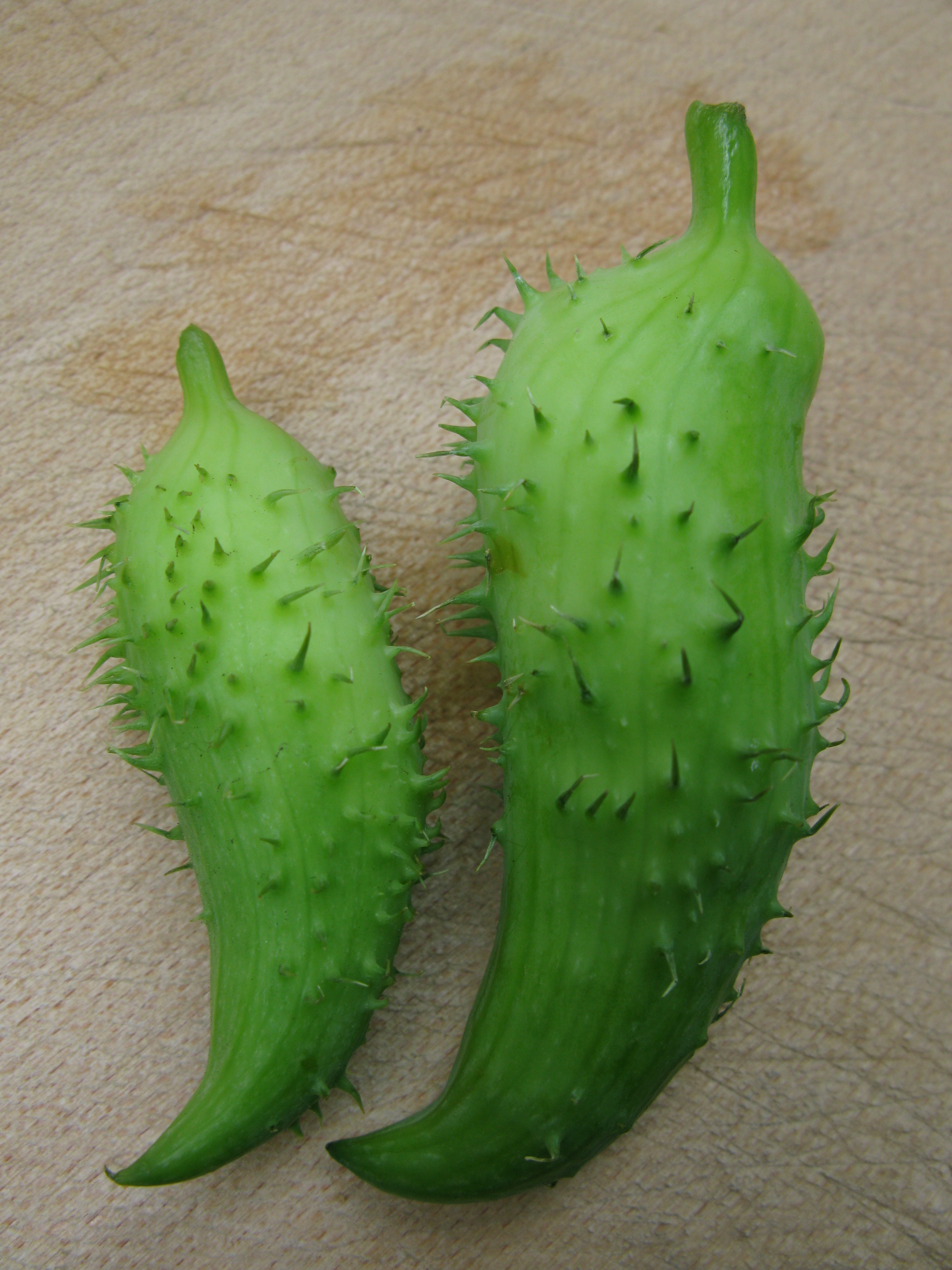
Fruto

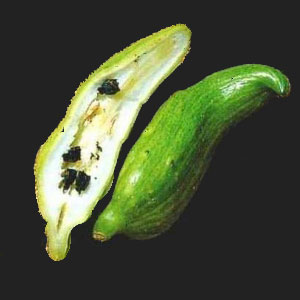
Corte transversal, se puede ver el interior hueco y las semillas

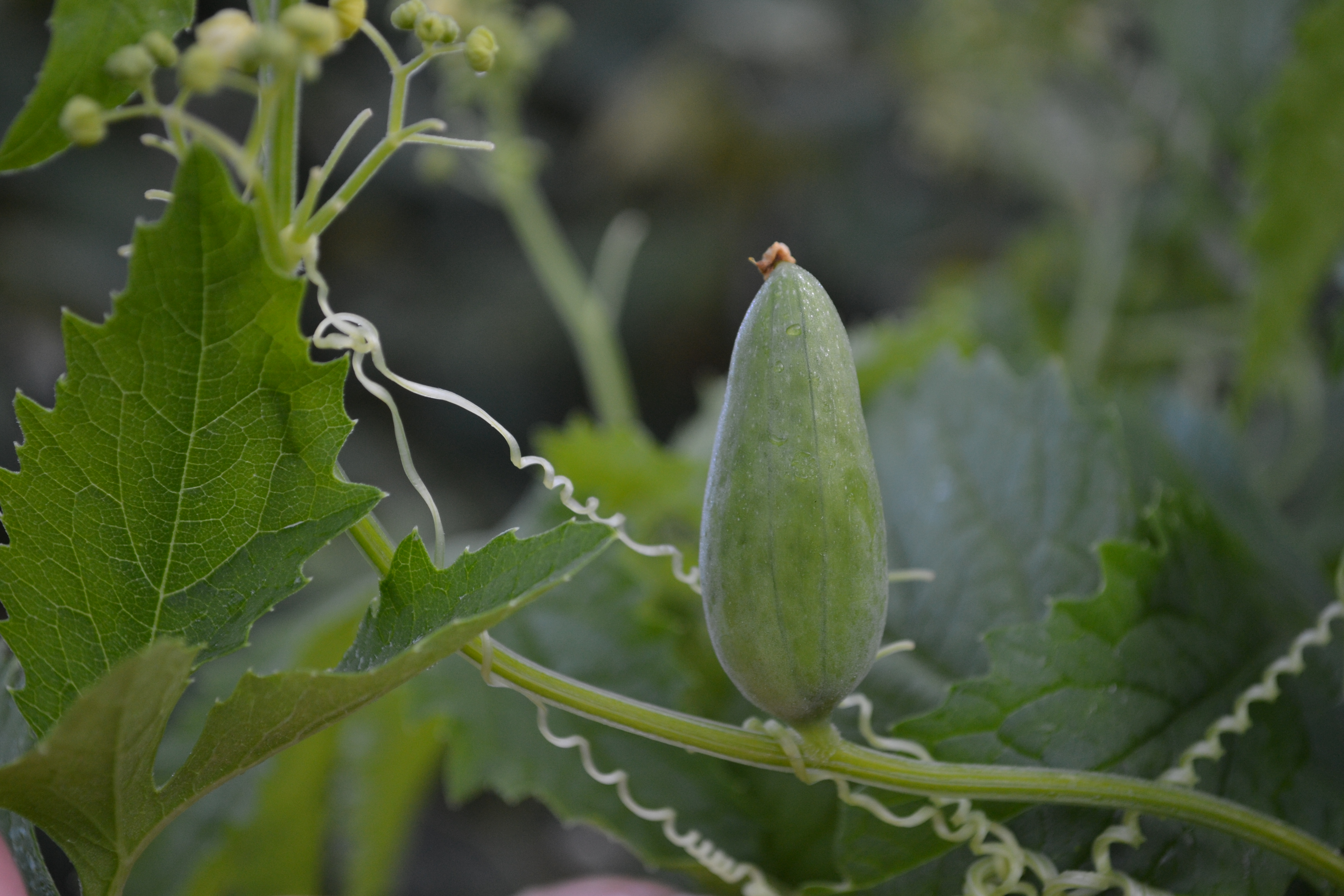
Detalle. Zarcillos y fruto inmaduro

Cyclanthera pedata, llamada popularmente caigua, caihua, achogcha o achojcha (del quechua qaywa y achuqcha, respectivamente), es una especie trepadora de la familia de las cucurbitáceas. Originaria de los Andes su extensa área de distribución abarca Centroamérica, Sudamérica, Asia tropical y templada.

## Descripción
Es una vigorosa planta trepadora, monoica, anual que se desarrolla en climas húmedos y cálidos, cuyo tallo glabro puede medir hasta 12 m, con hojas alternas, palmadas con 5 a 10 foliolos lanceolados con bordes dentados. De las axilas de las hojas surgen los zarcillos trífidos que utiliza la planta para trepar.

Flores unisexuales son de color verde claro o blanco. Las masculinas que crecen en panículas en grupos de 10 a 20. Las femeninas son solitarias, con ovario ínfero. A diferencia de otras cucurbitas las flores de esta especie son insignificantes, tan solo unos milímetros de diámetro.

El fruto, que es la caigua propiamente dicha, es una baya turgente, indehiscente, ovoide a oblongo, apuntado, con la porción distal decurvada, y algo aplanado. Mide de 10-20 cm de largo por 3-8 de ancho. La superficie irregular, con vetas oscuras, puede ser lisa o algo espinosa. Su color varía del verde oscuro al blanco. Presenta estrías longitudinales en su superficie. El mesocarpio de color blanco (de 3-4 mm de grosor), es esponjoso y constituye la parte comestible con un sabor semejante al del pepino. Las semillas, alojadas en el interior hueco del fruto, son más o menos cuadradangulares, de aproximadamente 1,5 cm de longitud, negras y rugosas. Se distribuyen en dos filas en número de 12 normalmente.

## Origen y distribución

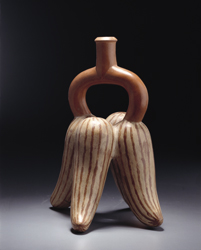
Botella de la cultura Mochica representando caiguas. Museo Larco, Lima, Perú.

Domesticada en los Andes, se cultiva en la selva alta y los valles templados de altura hasta los 3000 m s. n. m.
La caigua se representaba ya desde épocas remotas en la cultura material de las sociedades prehispánicas, como los Mochica hacia el año 200 d. C.
Actualmente no solamente es conocida en la Amazonía del Perú, Ecuador, Bolivia y Colombia, sino que también se cultiva en otras zonas de América del Sur y América Central, así como China, Taiwán, el subcontinente indio y Malasia.

## Sinonimia
| - Anguria pedisecta Nees & Mart. - Anguria pedisecta Ser. - Cyclanthera digitata Arn. - Cyclanthera edulis Naudin | - Cyclanthera pedata var. edulis (Naudin) Cogn. - Momordica pedata L. - Momordica pedisecta L. ex Ser. |

## Cultivo
La caigua es una herbácea que puede ser cultivada durante todo el año, requiriendo algunas horas de sol y de preferencia en ambientes temperados y con alta humedad.
La siembra es directa por semillas, se realiza en lugares que oscilan entre los 15° y 28 °C con una humedad relativa de 80% a 90%. En su primer desarrollo conviene ayudarla para que se aferre a las guías con sus zarcillos, pero en adelante sigue creciendo por sus propios medios.
El periodo vegetativo es de alrededor de cinco meses, necesitando unos 100 días para iniciar su cosecha y produciendo durante unos 50 días.[cita requerida]

## Usos

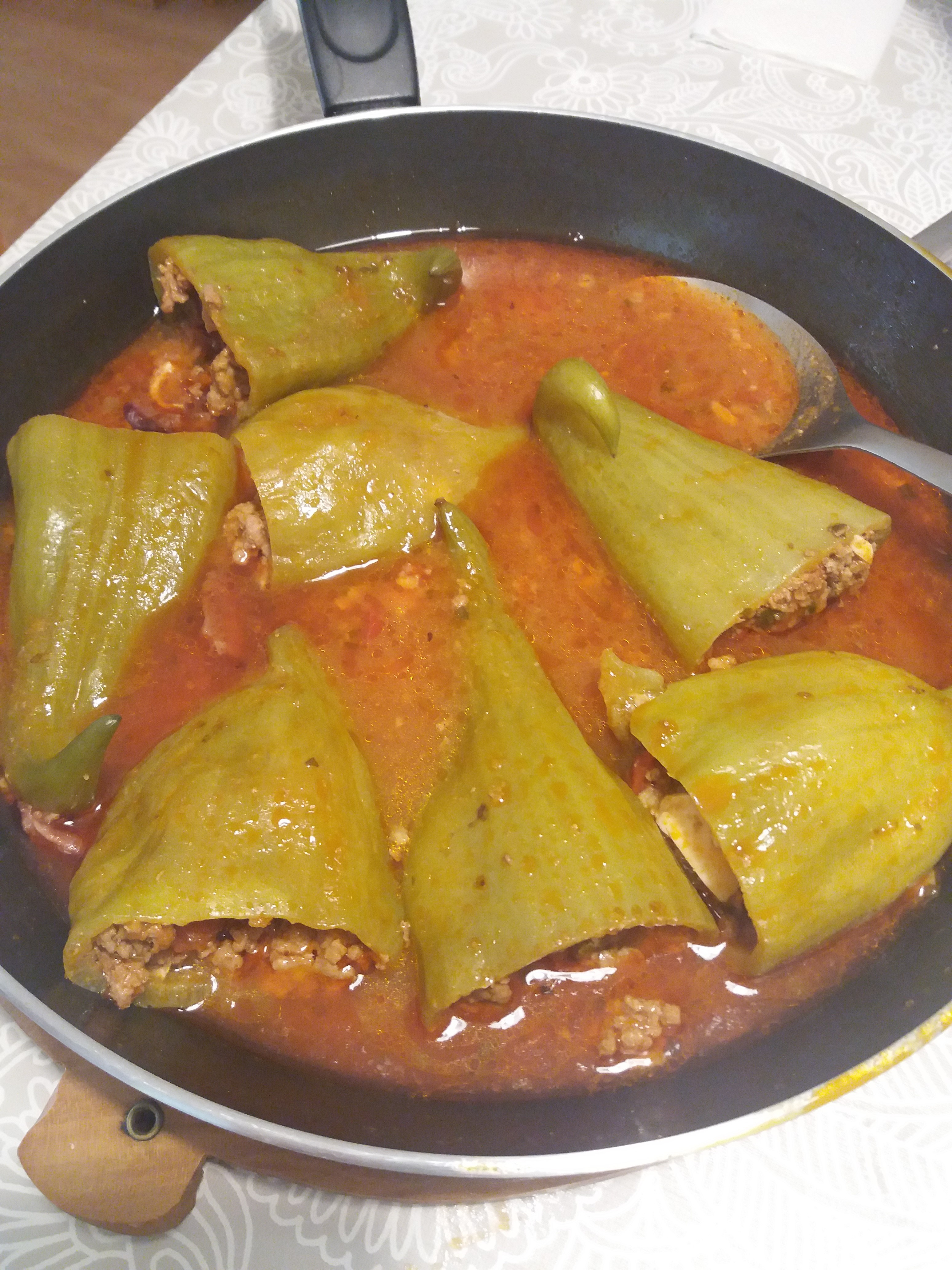
Caiguas rellenas o albóndigas peruanas.

El fruto maduro es utilizado como alimento cocinado o crudo en ensaladas, con agradable sabor entre el pepino y pimiento dulce. En Perú, se prepara rellena con una mezcla de carne molida de res o cerdo, o conservas de atún, aceitunas, pasas, huevo duro picado y pan remojado; en la gastronomía peruana este plato se denomina albóndiga.
Estos frutos se conservan hasta 5 días en lugares frescos y ventilados, y por unos 15 días a 7 °C y 95% de humedad relativa. Mientras está maduro posee un color verde intenso homogéneo y pasada su madurez comienza a amarillear.

## Composición y propiedades
El fruto posee cerca de un 93% de agua y está compuesto por: 
- Minerales: Fósforo, calcio, hierro, selenio, magnesio y zinc.
- Vitaminas: Tiamina, Vitamina C,
- Lipoproteínas de baja densidad.

Uno de los compuestos más estudiados es el sitosterol 3 beta-D glucósido, estudios en universidades peruanas indican que es útil para el tratamiento de la hipercolesterolemia Además se le atribuyen otros efectos tales como antioxidante, 

Diferentes partes de la planta se usan también medicinalmente.

El jugo del fruto como tratamiento de hipertensión, tonsilitis, arteriosclerosis, problemas circulatorios y diabetes; las hojas cocidas en aceite de oliva en uso tópico como antiinflamatorio y analgésico.

El fruto inmaduro contiene luteolina, diosgenina (base de la producción de hormonas sexuales, antiinflamatorios y anabolizantes), estigmasterol (subproducto en la extracción de la vitamina E) estigmadicín (otro subproducto).[cita requerida]

## Nombres comunes
Se conoce como achocha, achogcha (del quechua sureño achuqcha), pepino, pepino de rellenar,  pepino de guiso, archucha en Colombia o jaiba en Costa Rica. Caiba en Guatemala. En Perú se conoce como caigua o achoccha.